# Euonymus impressus
Euonymus impressus är en benvedsväxtart som beskrevs av Ralph Anthony Blakelock. Euonymus impressus ingår i släktet Euonymus och familjen Celastraceae. Inga underarter finns listade.